# Brytyjskie Wyspy Dziewicze na Mistrzostwach Świata w Lekkoatletyce 2011
Brytyjskie Wyspy Dziewicze na Mistrzostwach Świata w Lekkoatletyce 2011 były reprezentowane przez jedną zawodniczkę.

## Wyniki reprezentantów Brytyjskich Wysp Dziewiczych

### Kobiety

#### Konkurencje techniczne
| Konkurencja | Zawodniczka    | Eliminacje | Eliminacje | Finał    | Finał   |
| Konkurencja | Zawodniczka    | Rezultat   | Pozycja    | Rezultat | Pozycja |
| ----------- | -------------- | ---------- | ---------- | -------- | ------- |
| Skok w dal  | Chantel Malone | 6,12 m     | 30         |          |         |